# Burley (Washington)
Burley es un área no incorporada ubicada en el condado de Kitsap en el estado estadounidense de Washington.

## Geografía
Burley se encuentra ubicado en las coordenadas 47°25′5″N 122°37′46″O / 47.41806, -122.62944.